# Another One Bites the Dust
Another One Bites the Dust je píseň britské rockové skupiny Queen, jejímž autorem je baskytarista skupiny John Deacon. Vydána byla v roce 1980 na albu The Game a později vyšla rovněž jako singl. Ten se v mnoha zemích v hitparádách umístil v první desítce.
Významnou roli v písni hraje basová linka Johna Deacona, kterou doplňuje kytara Briana Maye a bicí Rogera Taylora.
K písni byl rovněž natočen videoklip, jehož režisérkou byla Daniella Green.

## Pozice v hudebních žebříčcích
Píseň se stala světovým hitem. Několikrát se umístila na různých světových hudebních žebříčcích. V mnoha hitparádách se píseň dostala do první desítky. V americké Billboard Hot 100 dokonce dosáhla 1. místa a na této pozici vydržela 3 týdny. 2. místo obsadila například v Hot Soul Singles, nebo Disco Top 100. 7. místa pak dosáhla ve známém anglickém žebříčku UK Singles Chart.
Za svůj počet prodaných kopií se stal singl platinovým, což je nejvyšší ocenění v této části (tj. počet prodaných kopií).

## Živá vystoupení
Píseň se stala součástí repertoáru skupiny Queen hned v roce 1980, kdy Queen vydali album The Game, které právě píseň obsahovalo. Na se na koncertech skupiny objevovala až do úplného konce vystupování, tedy až do roku 1986, kdy Queen naposledy v původním složení živě vystoupili.

## Obsazení nástrojů
- Freddie Mercury – hlavní zpěv, doprovodné vokály
- John Deacon – basová kytara, doprovodné vokály
- Roger Taylor – bicí, doprovodné vokály
- Brian May – elektrická kytara (Red Special), doprovodné vokály